# Habia cristata
Habia cristata là một loài chim trong họ Cardinalidae.